# Erich Hofmann (Grafiker)
Erich Hofmann (* 1924 in Konstanz; † 8. Januar 2016 ebenda) war ein deutscher Grafiker.

## Leben
Hofmann studierte an den Kunstakademien von Freiburg und Stuttgart. Danach gründete er zusammen  mit seinem Bruder Herbert in Konstanz eine Werbeagentur. Neben  Arbeiten für den regionalen Bereich gestaltete er auch überregionale Reklame, schuf Buchillustrationen und Schallplattencover, so die der Hörbuchvorläufer Tönende Bücher. Auch eigenständige Buchveröffentlichungen im Wesentlichen zu stadtgeschichtlichen Themen.
Zu seinem 75. Geburtstag veranstaltete die Stadt Konstanz eine umfassende Ausstellung über sein künstlerisches Wirken.

## Bibliographie (Auswahl)

### Buchveröffentlichungen
- 1966: Das alte Konstanz in Bildern der Hofphotographen Wolf aus den Jahren 1860 bis 1918
- 1978: Konstanz : alte Stadt in alten Bildern
- 1977: Gruss aus Konstanz : Ansichtskarten aus der guten alten Zeit
- 1987: Bilder vom Bodensee : die Darstellung einer Landschaft von der Buchmalerei bis zur Postkarte
- 1988: Meersburg – Spaziergang durch eine tausendjährige Stadt
- 1990: Gaienhofen : Bilder aus vergangener Zeit

### Bildkarten
- Der Bodensee : eine erzählende Bildkarte mit den grossen und kleinen Sehenswürdigkeiten, geschichtlichen Ereignissen, Brauchtum und Sagen der Bodenseelandschaft

### Tönende Bücher (graphische Gestaltung)
- Seele eines Hundes von B. Traven/Das Tier von Nikolaj Ljeßkow
- Die Legende vom heiligen Trinker von Joseph Roth
- Till Eulenspiegel nacherzählt von Erich Kästner